# Bengt Sylvén (militär)
Bengt Ebbe Lennart Sylvén, född den 30 november 1919 i Göteborg, död den 20 juni 2008 i Uppsala, var en svensk militär.
Sylvén blev löjtnant i Signaltrupperna 1947 och kapten där 1954. Han befordrades till major 1964, till överstelöjtnant 1966 och till överste 1973. Sylvén avslutade sin karriär som ställföreträdande chef för Upplands regemente. Han blev riddare av Svärdsorden 1964. Sylvén vilar på Uppsala gamla kyrkogård.